# Fatehpur (dystrykt Barabanki)
Fatehpur (hindi फतेहपुर) – miasto w północnych Indiach w stanie Uttar Pradesh, na Nizinie Hindustańskiej.
Populacja miasta w 2001 roku wynosiła 29 944 mieszkańców.